# Louis Baertsoen
Louis Baertsoen (Gent, 6 januari 2004) is een Belgisch basketballer.

## Carrière
Baertsoen speelde in de jeugd van KBBC Sparta Laarne, BBC Falco Gent en GSG Aarschot; bij Aarschot kwam hij ook uit voor de eerste ploeg in de derde klasse. Hij maakte in 2022 de overstap naar het Amerikaanse TMG Prep in California. Hij keerde op het einde van seizoen 2022/23 terug en ging opnieuw spelen voor derdeklasser GSG Aarschot. In de zomer van 2023 tekende hij bij de eersteklasser Union Mons-Hainaut waar hij twee seizoenen speelde.
Voor het seizoen 2025/26 ging hij spelen voor tweedeklasser BBC Lommel.